# Skateboarding ai I World Skate Games
Le competizioni di skateboarding ai I World Skate Games si sono svolte dal 7 all'8 settembre 2017 a Nanchino, in Cina

## Podi

### Uomini
| Evento | Oro          | Argento       | Bronzo             |
| Vert   | Clay Kreiner | Marcelo Batos | Paul Luc Ronchetti |

### Donne
| Evento | Oro              | Argento         | Bronzo        |
| Vert   | Poppy Star Olsen | Arianna Carmona | Amelia Brodka |